# Big Ben Bolt
Big Ben Bolt est une série de bande dessinée américaine créée par le dessinateur John Cullen Murphy et le scénariste Elliot Caplin (en). Elle a été diffusée au format comic strip de février 1950 à avril 1978 par King Features Syndicate, Gray Morrow assurant l'essentiel du dessin à partir de 1971.
Big Ben Bolt est un distingué champion de boxe poids lourd qui, entre les combats, devient journaliste ou reporter, combattant sans relâche diverses incarnations du mal. De manière atypique pour un comic strip américain, la publication s'achève en avril 1978 sur son assassinat.

## Distinctions
- 1972 : Prix du comic strip à suivre 1971 de la National Cartoonists Society